# Sōta Higashide
Sōta Higashide (japanisch 東出 壮太 Higashide Sōta; * 24. August 1998 in Tsu, Präfektur Mie) ist ein japanischer Fußballspieler.

## Karriere
Sōta Higashide erlernte das Fußballspielen in der Schulmannschaft der Tsu Technical High School sowie in der Universitätsmannschaft der Hokuriku University. Von November 2020 bis Saisonende wurde er an Roasso Kumamoto ausgeliehen. Der Verein, der in der Präfektur Kumamoto beheimatet ist, spielte in der dritten japanischen Liga, der J3 League. Während seiner dreimonatigen Ausleihe absolvierte er drei Drittligaspiele. Sein Drittligadebüt gab er am 29. November 2021 im Heimspiel gegen Blaublitz Akita. Hier wurde er in der 86. Minute für Shūhei Kamimura eingewechselt. Nach der Ausleihe wurde er im Februar 2021 fest von Roasso unter Vertrag genommen. 2021 feierte er mit Kumamoto die Meisterschaft der dritten Liga und den Aufstieg in die zweite Liga. Nach insgesamt 15 Ligaspielen wechselte er im Januar 2023 zum Drittligisten Tegevajaro Miyazaki.

## Erfolge
Roasso Kumamoto
- Japanischer Drittligameister: 2021  ▲